# 사포 (래퍼)
사포(1994년 1월 26일 ~)는 대한민국의 래퍼다. 2013년 디지털 싱글앨범 [사는대로 적힌대로]로 데뷔했다.

## 방송
- 쇼미더머니2 (2013) - Top25